# Saung gauk

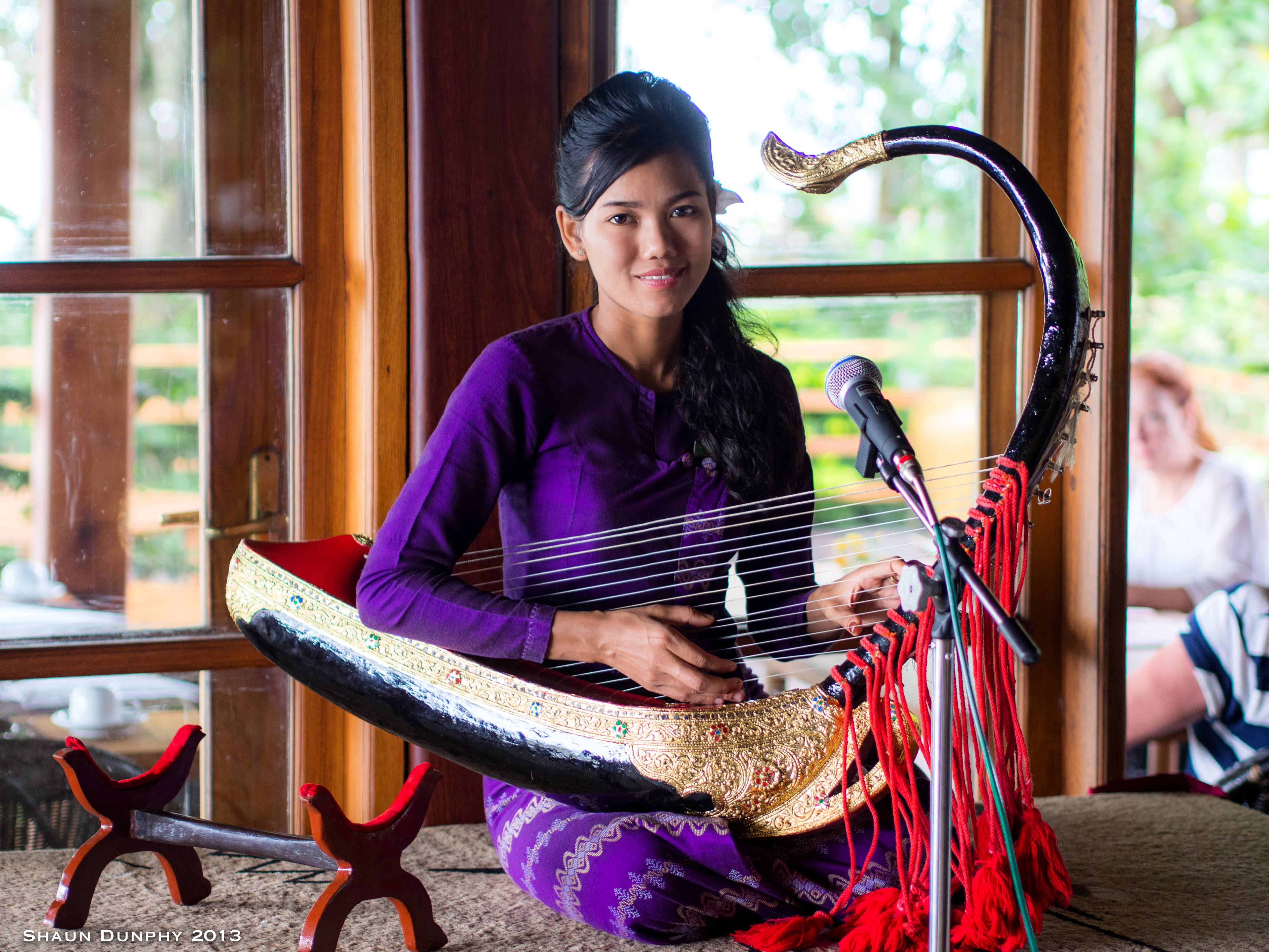
Moderne Bauart einer saung gauk mit Stimmschrauben. Die roten Kordeln sind Dekoration.

Saung gauk, kurz saung, burmesisch စောင်းကောက်, IPA: [sáʊnɡaʊʔ], Burmesische Harfe; ist eine alte, in Myanmar gespielte Bogenharfe. Es ist die einzige, in einer klassischen Musik in Asien noch verwendete Harfe und gilt als das Nationalinstrument des Landes.

## Herkunft
Das burmesische Wort saung, wie die burmesische Harfe bis Mitte des 18. Jahrhunderts einfach genannt wurde, wird von persisch cank, chang oder tschang und hindi canga abgeleitet, was beides längst verschwundene Harfen bezeichnet und auf die Ursprungsregion für das burmesische Instrument hinweist. Der mutmaßliche Namensursprung ist das sumerische Wort ZAG-SAL für eine babylonische Winkelharfe. Hiermit sprachlich verwandt sind die Winkelharfe tschangi in der georgischen Region Swanetien und die westgeorgische Langhalslaute tschonguri.
Der Ursprung der Harfen wie der Leiern lag um 3000 v. Chr. in Mesopotamien. Die ältesten Bogenharfen aus der 4. altägyptischen Dynastie stammen aus der Mitte des 3. Jahrtausends v. Chr. Für eine so frühe Ausbreitung derselben nach Südasien gibt es keine Hinweise. Um 2000 v. Chr. entwickelte sich in Mesopotamien mit den Winkelharfen ein verbesserter Harfentyp mit einer höheren Saitenzahl, der im 1. Jahrtausend v. Chr. nach Zentralasien gelangte. Die aus dem 4. Jahrhundert v. Chr. stammende Pasyryk-Harfe aus dem Altai ist der älteste Fund einer solchen Winkelharfe in dieser nördlichen Region. In Südasien wurden dagegen Winkelharfen nicht übernommen.
Der früheste allgemeine Begriff für indische Saiteninstrumente ist vina. Den Sanskrittexten ist nicht eindeutig zu entnehmen, ob es sich bei den ältesten indischen Saiteninstrumenten (unter anderem pinaki vina) um Stabzithern oder um  Musikbögen gehandelt hat. Durch Steinreliefs an indischen Sakralbauten sind Bogenharfen von etwa 200 v. Chr. bis 700 n. Chr. belegt. Später tauchen unter der Bezeichnung vina Stabzithern und Lauteninstrumente auf. Die sehr einfachen Stabzithern aus Bambus, die wie tuila heute noch gelegentlich in der Volksmusik verwendet werden, finden sich ab dem 6. Jahrhundert. In Südindien waren bis zur zweiten Hälfte des 1. Jahrtausends mehrere Formen der tamilischen Bogenharfe yazh verbreitet.
Bogenharfen waren in ganz Asien und einigen Gegenden Schwarzafrikas verbreitet. Im Süden Ugandas hat sich eine der saung gauk sehr ähnliche Bogenharfe unter dem Namen ennanga erhalten. Andere ostafrikanische Harfen wie die kundi der Azande unterscheiden sich durch ihren anders konstruierten Halsansatz. Praktisch nur noch in Museen gibt es Exemplare der waji, die bis vor wenigen Jahrzehnten von den Nuristani (früher „Kafir“) in der nordostafghanischen Provinz Nuristan gespielt wurde. Das wohl letzte Relikt auf indischem Boden ist die fünfsaitige bin-baja der Pardhan im zentralindischen Bundesstaat Madhya Pradesh. Schließlich spielen die Karen im burmesisch-thailändischen Grenzgebiet die sechssaitige Bogenharfe na den. Die für die saung namensgebende persische Winkelharfe tschang, die zur Zeit des Sassanidenreichs verbreitet war, lebt als tschangi mit sechs bis sieben Saiten noch in der kaukasischen Region Swanetien in Georgien fort.
Eine Bogenharfe ist auf einem Relief des 1. Jahrhunderts n. Chr. in Sanchi abgebildet, in Ashvaghoshas Biografie des Buddha Buddhacarita aus dem Anfang des 2. Jahrhunderts wird eine Bogenharfe mit sieben Saiten (vina), eine Bambusflöte (venu) und eine von Frauen gespielte Trommel (pushkara) erwähnt. Eine Goldmünze aus dem 4. Jahrhundert zeigt den Gupta-Herrscher Samudragupta mit einer Bogenharfe in Händen. Letztmals sind indische Bogenharfen zwischen dem 8. und 12. Jahrhundert aus Nalanda bekannt.
Die Bogenharfe ist vermutlich mit der Ausbreitung des Buddhismus in den ersten Jahrhunderten n. Chr. zu den Pyu und in den folgenden Jahrhunderten weiter nach Südostasien gelangt, wo sie mehrfach auf Reliefs am Khmertempel Bayon in Angkor und am indonesischen Borobudur auftaucht. In der Khmer-Sprache hieß die Bogenharfe pinn, abgeleitet von vina. Nach ihr ist das königliche Orchester pinpeat benannt.
Ein Relief an der Predella unterhalb einer sitzenden Buddhafigur vom Leyindaung-Hügel in Sri Ksetra am Unterlauf des Irrawaddy aus der Mitte des 7. Jahrhunderts zeigt sieben Figuren, darunter einen Tänzer, der von drei Musikern begleitet wird. Diese spielen eine Bogenharfe, vermutlich aus Bambus bestehende Klappern und ein Blasinstrument (eine Mundorgel?). Ganz rechts sitzt ein Bodhisattva in Meditationsgeste (dhyanamudra). Der Resonanzkörper der Harfe ist auf der stark erodierten Darstellung fast ganz hinter dem rechten Unterarm verborgen; der stark nach innen gebogene Hals endet auf der Höhe des linken Ohres. Das Instrument dürfte vier bis fünf Saiten besessen haben. Ein ähnliches Sri-Ksetra-Steinrelief eines Harfenisten aus der Zeit der Pyu-Stadtstaaten wird auf 809 n. Chr. datiert. Dieser Harfentyp fand sich in Indien nur an Kultgebäuden der Shatavahanas aus dem 2. bis 4. Jahrhundert in Amaravati (bei Guntur an der Ostküste Indiens).
Von Sri Ksetra entsandte Sunanda, Bruder (Sohn?) des Königs, im Jahr 802 Pyu-Musiker und -Tänzer nach Chang’an, der Hauptstadt der chinesischen Tang-Dynastie. In einer Tang-Chronik (Hsing-t'ang-shu) wird erwähnt, dass die 35 Musiker unter anderem zwei Harfen, zwei Krokodilzithern und Stabzithern dabei hatten. Zu dieser Zeit waren in China bereits Winkelharfen bekannt, eine konghou genannte Winkelharfe mit schlankem Resonanzkörper fand sich zusammen mit sechs anderen Instrumenten in einem Grab der Zhou-Dynastie um 700. In dieser Chronik werden zwei burmesische Harfenarten erwähnt. Die eine Harfe wird nicht näher beschrieben, möglicherweise handelt es sich um das in Sri Ksetra abgebildete ältere Instrument aus Amaravati. Der andere Harfentyp besaß 14 Saiten, einen 60 Zentimeter langen und 20 Zentimeter breiten Korpus und einen 76 Zentimeter langen bogenförmigen Hals, dessen Ende nach außen gebogen und mit einem Tierkopf versehen war. Die Beschreibung weist sie als den wahrscheinlichen Vorläufer der Pyu-Harfe mit Vogelkopf aus, die vom 11. bis zum 13. Jahrhundert in Bagan dargestellt wurde. An bengalischen Tempeln dieser Zeit finden sich Reliefs desselben Harfentyps.
Unter den Steinreliefs am Ananda-Tempel, der von König Kyanzittha (regierte 1084–1131) in Bagan gebaut wurde, befindet sich die Darstellung einer solchen Harfe. Am Nagayon-Tempel (zeitgleich zum benachbarten Abeyadana-Tempel) ist Kyanzittha an zwei Reliefs an der Wand des inneren Pilgergangs um die Cella als Naga-König dargestellt, wie er zur Verehrung vor einem Buddha sitzend Harfe spielt. Auch auf Wandmalereien in Bagan sind Harfen und andere Musikinstrumente abgebildet. Steininschriften aus dem 11. bis 13. Jahrhundert zählen die Namen von 21 Musikinstrumenten auf, die meisten Saiteninstrumente dürften einfache Stabzithern gewesen sein. Die Vogelkopf-Harfe ist verschwunden, die heutige saung gauk entspricht in ihrer Form dem älteren Amaravati-Typ mit nach innen gebogenem Hals und nicht den in Bagan abgebildeten Harfen.
Einen einzigartigen stehenden Harfenspieler zeigt ein Steinrelief, das im Museum von Bagan aufbewahrt wird. Es stammt aus dem heute verschwundenen Paunggu-Tempel in Bagan und wird um 1050 n. Chr. datiert. Der Bogen der vor der Brust gehaltenen, aber kaum erkennbaren Harfe endet unter dem Kinn. Die mindestens fünf Saiten sind in einem Neigungswinkel von 45 Grad dargestellt. Ähnlich gehaltene Harfen sind ansonsten nur aus Indien und in einer Abbildung aus Kambodscha bekannt. Das Relief könnte von Sri Ksetra und Südindien beeinflusst worden sein. Vom 9. bis zum 14. Jahrhundert wurden der saung gauk ähnliche Bogenharfen auf buddhistischen Malereien in Japan dargestellt, obwohl in Japan mutmaßlich bis zum 10. Jahrhundert nur kugo genannte vertikale Winkelharfen gespielt wurden.

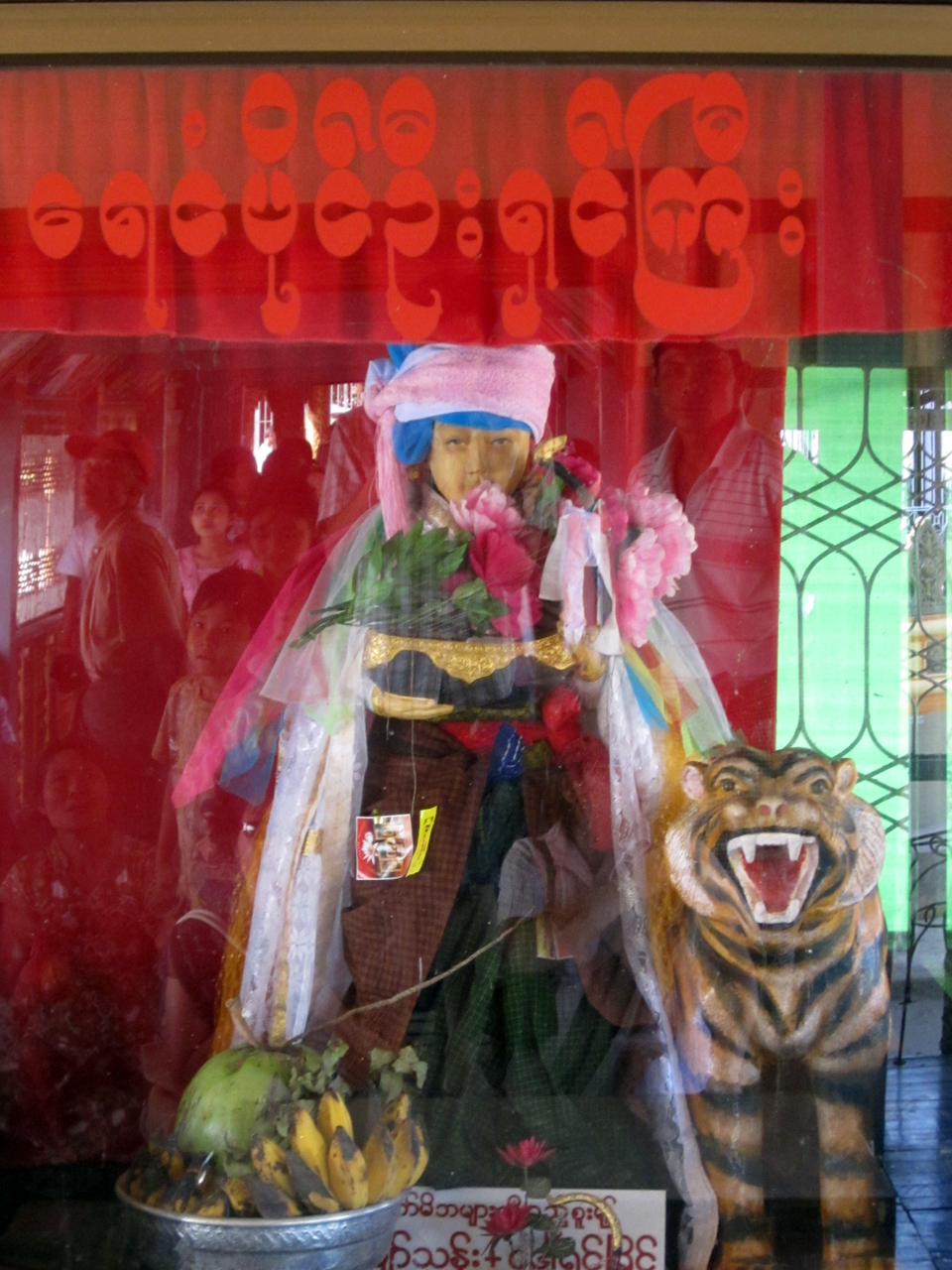
U Shin Gyi, ein Schutzgeist der Wasserwege, der im Delta des Irrawaddy verehrt wird. Er ist ein wohlwollender Nat, der mit einem Tiger und einer saung gauk in den Händen dargestellt wird.

Die frühesten Liedtexte sind aus dem 14. Jahrhundert überliefert. Über die damalige Musik ist nichts bekannt, vermutlich wurden die Gesänge von einer Harfe begleitet. Ein berühmter Harfenspieler nach dem Zusammenbruch des Bagan-Reiches zur Zeit der Herrschaft in Taungoo (1486–1573) war der König Nat Shin Naung. Während der kulturellen Blütezeit der Konbaung-Dynastie, der letzten unabhängigen burmesischen Königsherrschaft von 1752 bis 1885, erfuhr die saung gauk steigende Wertschätzung als edelstes, am Hof gespieltes Musikinstrument. Als König Hsinbyushin 1767 die Hauptstadt des siamesischen Reiches Ayutthaya eroberte, brachte er viele Hofmusiker mit, die siamesische Spielweisen in die burmesische Musik einführten. Dazu gehörten eine pentatonische Stimmung (belae) und neue Melodien für alte burmesische Lieder, teilweise wurde auch nur der Rhythmus übernommen. Der bedeutendste Harfenspieler in der Konbaung-Ära war Myawaddy Mingyi U Sa (1766–1853), ein Minister, Dichter, Komponist und General im ersten Krieg gegen die Briten (1824–1826). Er verarbeitete das indisch-thailändische Epos Ramakien zu einem burmesischen Theaterspiel (allgemein: enaung), ebenso wie westliche Musikeinflüsse der britischen Kolonialherren.
Geschichten aus dem Leben am Königshof wurden in der Konbaung-Zeit als Dramen (zat pwe) und Marionettentheater (yoke thé) inszeniert, zu deren Begleitung große hsaing waing-Orchester gehörten. Eine besondere, von Ayutthaya adaptierte Liedgattung sind yodaya-Lieder, die mit der saung gauk begleitet werden. Das gesamte Repertoire burmesischer Musik, mit einer Bandbreite zwischen der Anbetung der Nat-Geister und höfischer Klassik, wird in der Verssammlung mahagita (Pali: „großer Gesang“, burmesisch: thachin gyi) zusammengefasst.
Der letzte bekannte Harfenist am Königshof von Mandalay war U Maung Maung Gyi (1855–1933), der von König Mindon Min angestellt wurde und den Titel eines Meisterharfenisten deiwa einda („himmlischer Musiker“) erhielt. Heutige Musiker leiten ihre Abstammungslinie von ihm her. Die Hofkultur verlagerte sich nach der britischen Eroberung des Nordens eine Zeit lang in den Shan-Staat nach Hsipaw. 
Die Musik der Mahagita-Lieder wurde nie aufgeschrieben. Erst 1965 begann der saung-gauk-Spieler Inle Myint Maung, diese zu einer Sammlung zu ordnen und in westlicher Notation festzuhalten. Er dokumentierte insgesamt 500 Kompositionen, weitere 200 Lieder waren mit dem Tod der Musiker, die dieses Repertoire aufgeführt hatten, bereits verlorengegangen.
Das erste Klavier im Land war 1872 ein Geschenk für König Mindon. Bis 1920 war das Klavier (in Myanmar: sandaya) weit verbreitet, in der Bevölkerung akzeptiert und hatte einen großen Anteil an der Liedbegleitung von der saung gauk übernommen. Das Klavier wurde auf burmesische Notation umgestimmt, seine Spielweise wurde eng an das Vorbild der Harfe angelehnt. Anfangs wurde das Klavier sogar, wie die Harfe, nur mit zwei Fingern gespielt. 
Mit dem Untergang der Königshäuser verschwand das Umfeld für die klassische Harfenmusik. Dafür begann mit der Unabhängigkeitsbewegung in den 1920er Jahren die Rückbesinnung auf das kulturelle Erbe des Landes. Seit diesem gesellschaftlichen Wandel wird die saung gauk von einem weiteren Kreis der Bevölkerung, aber in relativ bescheidenem Umfang als Instrument der leisen Kammermusik eingesetzt. Die Bedeutung als nationales Musikinstrument hat ihr eine höhere symbolische als praktische Bedeutung zukommen lassen. Jüngste Konkurrenz in der populären Musik erhält die Harfe durch die Hawaii-Gitarre. Dagegen erfährt die saung gauk eine Renaissance auf moderne Art als begehrtes und dekoratives Kaufobjekt für Touristen.

## Bauform

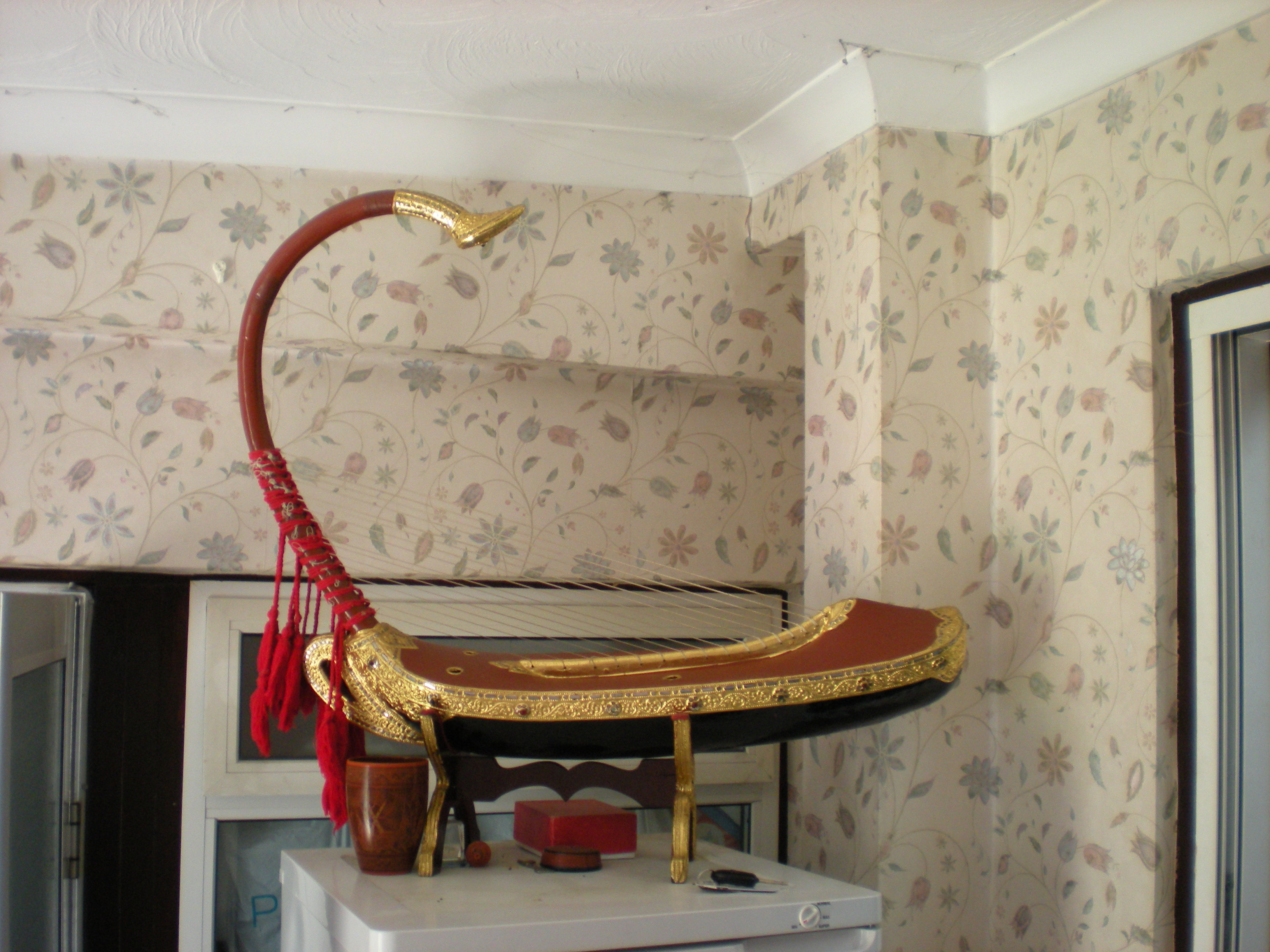
Traditionelle saung gauk, deren Saiten durch Verschieben der roten Kordeln gestimmt werden.

Die Bogenharfe hat einen schmalen Resonanzkörper aus einem ausgehöhlten Stück Hartholz, meist ist es Siamesisches Rosenholz oder Burmesisches Padauk (Pterocarpus macrocarpus oder P. indicus). Für die Decke wird die Haut vom burmesischen Thamin, einer Rotwildart verwendet. Die Membran wird in nassem Zustand aufgezogen und seitlich vernagelt. Sie ist oft wie der Korpus rot lackiert. Die bei heutigen Instrumenten üblichen 16 Saiten sind zwischen dem Halbkreisbogen einer Akazienwurzel (sha) eingespannt, deren unterer Teil am Boden des Resonanzkörpers endet und die am oberen Ende in einem abstrahierten Blatt des Bodhibaums, einem Symbol für die Erleuchtung Buddhas ausläuft. Die Befestigung des Halses im Korpus entspricht dem Prinzip „Löffel in der Tasse“ wie bei der ennanga und anderen ostafrikanischen Harfen. Die Konstruktion unterscheidet sich vom einteiligen gebogenen Trägerstab der afghanischen waji und der indischen bin-baja. Das ganze Instrument hat die Form eines Schwanenhalses. Die Saiten waren früher aus Seide, bei neuen Harfen sind sie aus Nylon. Sie verlaufen nahezu parallel vom Saitenträger, einem Holzstab, der sich in der Mitte unterhalb der Hautdecke aufwölbt und mit dem Hals verbunden ist, bis zu roten Baumwollkordeln, mit denen sie am Hals festgemacht sind, und die mit dicken Quastenenden herunterhängen.
Der Saitenträger hat etwa die halbe Länge der Decke, er übermittelt die Schwingungen der gezupften Saite an die Hautdecke, wo sie in einer um 90 Grad geänderten Richtung an den hölzernen Korpus weitergeleitet werden. Je nach der Richtung, in der die Saiten angezupft werden, gerät die Decke in unterschiedlichem Maß in Eigenschwingungen, wodurch sich feine Klangunterschiede erzeugen lassen. Eine ähnliche, aber für die Klangbildung wesentlich gröbere Addition zweier Schwingungsrichtungen erzeugt die indische Zupftrommel ektara.
Die Stimmung muss für bestimmte Tonskalen eingerichtet werden und erfolgt nicht mittels Wirbeln, sondern durch kompliziertes Verschieben der Kordeln. Unterhalb des Halsanfangs befindet sich am Korpus ein Henkel, mit dem das Instrument beim Stimmen festgehalten werden kann. Neuere Harfen haben entsprechend der Gitarre seitliche Stimmschrauben am Hals. 
Der Resonanzkörper ist etwa 80 cm lang und 16 cm breit wie hoch. Der Halsbogen ragt etwa 60 cm nach oben. Die Instrumente sind oft kunstvoll mit eingelegten Halbedelsteinen, Glas, vergoldetem Blech und roten und schwarzen Lackmustern verziert. Die Holzoberfläche ist durch eine dreifache Lackschicht glänzend und glatt.
In der Membranhaut befinden sich vier kleine Löcher. Der Zeitpunkt, zu dem sie eingeschnitten werden, ist für das Schicksal der Harfe astrologisch bedeutsam. Beim Öffnen der Löcher werden die Geister gebeten, Wohnung in dem Resonator zu nehmen, weshalb das Instrument mit Respekt behandelt werden muss.
Die älteste burmesische Bogenharfe besaß 5 Saiten, Myawaddi Mingyi U Sa erweiterte die Zahl der Saiten im 18. Jahrhundert von 7 auf 13. Später wurden daraus 14 und 15 Saiten, seit Mitte des 20. Jahrhunderts sind durch die beiden, von Saung U Ba Than hinzugefügten Basssaiten 16 Saiten üblich. Eine andere Harfenart mit 14 Saiten und auswärts gebogenem Hals der Pyu-Stadtstaaten im 9. Jahrhundert und eine Harfe mit dickem, aber nur leicht gebogenen Hals aus der Bagan-Zeit werden nicht als saung gauk klassifiziert.

## Spielweise

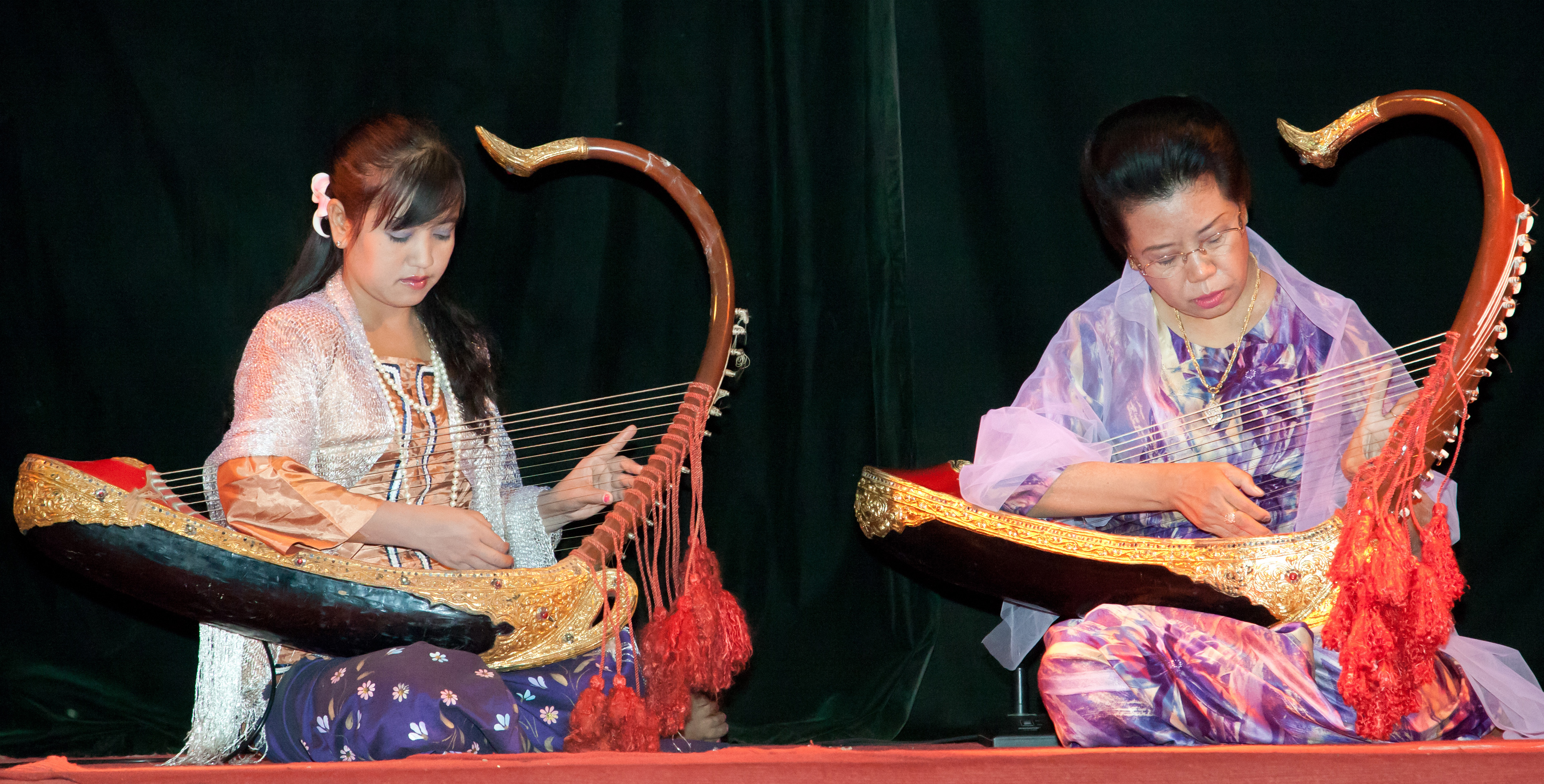
In der klassischen Musik unübliches Duett. Mandalay 2011. Die Saiten dieser Instrumente werden an kleinen, durch den Hals gebohrten Metallwirbeln gespannt. Die roten Kordeln sind Zier

Der Spieler sitzt im Schneidersitz oder mit den Beinen seitwärts auf dem Boden mit der saung gauk quer über den Beinen ruhend und dem Hals nach der linken Seite. Die Saiten liegen fast waagrecht mit einer Neigung bis etwa 20 Grad. Normalerweise greifen nur Daumen und Zeigefinger der rechten Hand mit unterschiedlichen Bewegungsabläufen von außen in die Saiten. Mit der linken Hand werden von der Innenseite schnell gespielte Töne verkürzt oder der Nachklang wird gedämpft. Mit dem linken Daumen können direkt am Hals durch seitlichen Druck auf die Saiten höhere Zwischentöne erzielt werden. Abweichend von dieser Regel benutzte Inle Myint Maung (1937–2001) gelegentlich beide Hände zum Anzupfen. Der linke Daumen kann einen Bordunton zur Melodie oder eine Oktave zupfen.
Die Saiten werden traditionell auf verschiedene pentatonische Skalen gestimmt. Eine übliche Stimmung fängt mit c – e – f – g – b an. Bis zum Ende der Konbaung-Zeit waren noch vier Stimmungen entsprechend bestimmten Modi gebräuchlich:
- hnyin-lon ist die älteste Stimmung, benannt nach der nicht mehr verwendeten Mundorgel hnyin. Sie gehört zum Lernumfang für junge Musiker und wird für 13 kyo („Saiten“) genannte Lieder aus dem 18. und 19. Jahrhundert verwendet.
- auk-pyan entsprechend, transponiert
- palè ist eine neue Stimmung, die 1776 aus Thailand verschleppte Musiker mitbrachten
- myin-zaing ist eine Variante von palè

Der bereits erwähnte letzte Hof-Harfenist U Maung Maung Gyi führte eine Stimmung für 14 Saiten ein, hsé-eu-gyò hnyì-nì, nach der für verschiedene Modi nicht mehr umgestimmt werden muss. Die jüngste Weiterentwicklung zur 16-Saiten-Stimmung apò-nyí-nì ist an die westliche Temperierung angenähert und folgt dem allgemeinen Trend der Westorientierung. Um die älteren traditionellen Lieder angemessen wiederzugeben, ist die temperierte Stimmung nicht geeignet.
Die gängigsten Lieder der Mahagita-Sammlung sind Kompositionen aus dem 18. und 19. Jahrhundert. Die Gesangsstimme gibt die Melodielinie vor, deren expressiver Ausdruckstechnik (han) sich der Harfenspieler aber nicht notwendig harmonisch unterordnet. Der Rhythmus wird vom Sänger oder der Sängerin durch ein paar Handzimbeln (si) aus Metall angedeutet, die zwischen Daumen und Zeigefinger der rechten Hand mit der Handfläche nach oben gehalten werden. Dazu wird mit der linken Hand eine Handklapper (wa) aus Bambus gegen den Oberschenkel geschlagen. Auch wenn diese Perkussionsinstrumente klein sind, entsprechen sie doch in ihrer Funktion den Gongs und Trommeln des großen hsaing-waing-Orchesters. Durch die abgehackte, synkopisch anmutende Spielweise sind parallele rhythmische Strukturen zwischen Gesang und Instrumentalbegleitung wenig ausgeprägt.
Neben der Gesangsbegleitung wird die saung gauk in der klassischen Kammermusik zusammen mit dem Xylophon pattala eingesetzt, eventuell kommen die Bambusflöte palwei, die Krokodilzither mí-gyaùng saung und früher die dreisaitige Fiedel tayaw, heute die gleichnamige Violine hinzu. Westliche diatonische Tonarten, Geige, Klavier und Gitarre ersetzen in der populären Musik zunehmend die burmesischen Skalen und teilweise Musikinstrumente. Im Kern bleibt die Musik burmesisch, da die westlichen Instrumente wie früher die neuen Melodien aus Siam dem burmesischen Musikgeschmack angepasst werden. Die sehr ungewöhnliche Spielweise der saung gauk mit ihrem feinen, zarten Klang bleibt so auch mittelbar erhalten.

## Diskografie
- Inle Myint Maung (saung gauk) und Yi Yi Thant (Gesang): Mahagita. Harp and Vocal Music of Burma. Smithsonian Folkways Recordings 2003 Beiheft der CD